# Triportheus paranensis
Triportheus paranensis är en fiskart som först beskrevs av Günther, 1874.  Triportheus paranensis ingår i släktet Triportheus och familjen Characidae. Inga underarter finns listade i Catalogue of Life.